# Полосатый ястреб
Полосатый ястреб (лат. Accipiter striatus) — вид птиц из семейства ястребов (Accipitridae). Международный союз орнитологов выделяет 7 подвидов.

## Внешний вид
Полосатый ястреб — самый маленький ястреб в Северной Америке. Голова маленькая округлённая. Хвост короткий и манёвренный. Клюв маленький, крючковатый. Крылья короткие округлённые, снизу тёмные. Когти большие, острые. Основной окрас полосатого ястреба тёмно-серый, макушка чёрная; грудь, живот и подкрылья светлые, с поперечными тёмно-рыжими полосами. Клюв тёмный. Глаза бордового цвета. Низ хвоста белого цвета. Лапы жёлтые. На хвосте 3—5 поперечных полосы, на хвосте есть поперечные белые полосы. Маховые крылья у основания сине-серые.
У молодых ястребов в окрасе присутствует коричневый цвет (макушка, затылок, верхняя часть туловища), глаза жёлтые, постепенно сменяющиеся на апельсиновый окрас. Хвост коричневый с чёрными полосами. Самки по размеру больше, чем самцы, длина самцов 24—27 см, самок — 29—34 см. Размах крыльев 53—65 см. Масса самцов 87—114 г, самки — 150—218 г.

## Ареал
Ареал полосатого ястреба от Мексики до Южной Америки (от Венесуэлы до северной Аргентины).

## Образ жизни и питание
Активен днём. В холодное время года (конец октября — середина октября) большинство ястребов, обитающих в Северной Америке, мигрирует на юг (дальностью до 1500 км). Вне сезона размножения ведет уединенный образ жизни. При миграциях полосатые ястребы сбиваются в небольшие стаи. В начало апреля — середину мая возвращается на север.
Летом полосатый ястреб ютится в сосновых, еловых и осиновых лесах. Избегает открытых пространств. Зимой часто можно встретить в сельскохозяйственных районах и пригородах небольших городов.
Птицы составляют до 90 % всего рациона (воробьиные, соколы, куриные, ржанки, голубиные, дятлы), мелкие млекопитающие (в том числе летучие мыши), позвоночные животные, насекомые (кузнечики, стрекозы, жуки, большие бабочки), редко лягушки и ящерицы.
Выслеживает добычу с воздуха, из засады или воруют птенцов прямо из гнезд. Полосатый ястреб очень быстрый и легко летает в густом лесу. Перед поеданием добытые птицы ощипываются.

## Размножение
Предположительно моногамы. В год пара полосатых ястребов выводит один выводок. Для размножения предпочитает вечнозёленые леса. Гнёзда строятся на хвойных или лиственных деревьях, на высоте 3—18 м над землёй около нерестилищ рыбы. Гнездо выкладывается маленькими веточками, полосами коры и хвоей. Старые гнезда реставрируются и используются на протяжении многих лет, но каждый год пара пользуется новым гнездом. Для гнезд выбираются деревья, растущие по обочинам дорог, тропинок или около горных склонов.
Насиживает яйца только самка, самец помогает в строительстве гнезда. Во время насиживания яиц самец кормит самку и птенцов.
Если первое гнездо было разрушено, птицы будут строить новое. Самка активно охраняет гнездо и птенцов от хищников.
Сезон размножения март-июнь. Половое созревание начинается с 2 лет. Самки высиживают яйца от 21 до 35 дней. Самка откладывает 4—5 белых или синеватых яиц с темными крапинками. Масса яиц около 10 г.
Птенцы покрыты пухом. Самцы оперяются быстрее, чем самки. В возрасте 25—28 дней молодые ястребы становятся свободными от своих родителей, но ещё последующие 2—3 недели их кормят родители.